# Chambre de commerce et d'industrie de Dijon
 (février 2024).

CCI Dijon

La chambre de commerce et d'industrie de Dijon n'existe plus depuis le 31 janvier 2010. En fusionnant avec la chambre de commerce et d'industrie de Beaune, elle a donné naissance à la chambre de commerce et d'industrie de Côte-d'Or
La chambre de commerce et d'industrie de Dijon est la CCI de la majeure partie du département de la Côte-d'Or (hormis le sud, la région de Beaune). Son siège est à Dijon place Jean Bouhey.
Elle possède des antennes à Auxonne, Châtillon-sur-Seine, Mirebeau-sur-Bèze, Montbard, Selongey.
Elle fait partie de la chambre de commerce et d'industrie de région Bourgogne-Franche-Comté.

## Missions
À ce titre, elle est un organisme chargé de représenter les intérêts des entreprises commerciales, industrielles et de service de cette région et de leur apporter certains services. C'est un établissement public qui gère en outre des équipements au profit de ces entreprises.
Comme toutes les CCI, elle est placée sous la tutelle du préfet du département représentant le ministère chargé de l'industrie et le ministère chargé des PME, du Commerce et de l'Artisanat.

### Service aux entreprises
- Centre de formalités des entreprises
- Assistance technique au commerce
- Assistance technique à l'industrie
- Assistance technique aux entreprises de service
- Point A (apprentissage)

### Gestion d'équipements
- Zone Industrielle de Longvic ;
- Terminal de Dijon-Bourgogne ;
- Port fluvial.

### Enseignement supérieur et centres de formation
- École supérieure de commerce de Dijon ;
- Centres de formation en partenariat avec la chambre de commerce et d'industrie de Beaune dans le cadre de CCI Formation Côte d'or.

## Historique
1852 : le 31 décembre, un décret impérial crée la chambre de Commerce de Dijon.

1898 : installation dans l’ancienne église Saint-Etienne, place du Théâtre.

1900 : création de l’Ecole Supérieure de Commerce.

1913 : création de l’Ecole de Perfectionnement d’Apprentissage.

1915 à 1921 : émission de monnaie pour compenser la pénurie due à la guerre.

1928 : engagement dans l’aviation, avec la construction de la Maison des Touristes de l’Air.

1952 : construction de l’Office du Tourisme de Dijon. Création des Cours de Promotion du Travail.

1955 : installation du Service du Commerce Extérieur.

1956 : construction du Palais des Expositions (la Foire).

1958 : aménagement de la zone industrielle de Longvic.

1964 : construction de la gare routière à proximité de la gare SNCF.

1973 : création de l’INFOP qui deviendra ESC Formation.

1976 : construction du Centre de Formation d’Apprentis à Longvic.

1981 : création du Centre de Formalités des Entreprises.

1988 : extension de l’aérogare qui prend le nom d’Aéroport Dijon Bourgogne et relance des liaisons aériennes quotidiennes.

1988 : ouverture de la première antenne décentralisée à Châtillon-sur-Seine.

1990 : ouverture de l’antenne de Montbard.

1996 : extension du campus du Groupe ESC Dijon Bourgogne.

1999 : modernisation de l’Aéroport Dijon Bourgogne.

2002 : ouverture de l’antenne d’Auxonne.

2004 : ouverture des antennes de Mirebeau et Selongey.

2007 : déménagement de la CCI Dijon de la Place du Théâtre à la Place Jean Bouhey.

2008 : inauguration de la nouvelle CCI.

2009 : Décret no 2009-307 sur la fusion de la chambre avec la chambre de commerce et d'industrie de Beaune pour former la chambre de commerce et d'industrie de la Côte d'Or.

2010 : travaux de rénovation de l’Aéroport Dijon Bourgogne

2010 : création d’un guichet unique en Haute Côte-d’Or : CCI et chambre de Métiers et d’Artisanat.

2011 : création de la CCI Côte-d’Or.

## Pour approfondir